# 楊維翰 (軍人)
楊維翰（1908年4月26日—1992年1月16日），字墨林，中華民國軍事人物，中華民國國軍少將。

## 生平
籍貫陝西長安，中央軍校第四期政治科、陸軍大學將官班乙級第二期、革命實踐研究院第七期、
國防大學（三軍聯合參謀大學）聯合作戰系第二期畢業。
抗日戰爭期間曾任南陽警備司令部參謀長，鄂豫皖邊區遊擊總司令部副參謀長，鄂豫皖邊區第3遊擊縱隊副司令。
1946年任鄭州綏靖公署少將高參，1947年任整編第五十八師參謀長，1948年6月2日在宛東戰役中於河南南陽被俘，成功逃回後任陸軍第十二兵團參謀長，1949年參與古寧頭戰役。